# Піта синя
Піта синя (Hydrornis cyaneus) — вид горобцеподібних птахів родини пітових (Pittidae).

## Поширення
Вид поширений в Південно-Східній Азії від Бангладеш та Східної Індії (деякі зразки також зареєстровані в Юньнані) на південь до перешийка Кра та на схід до В'єтнаму. Місце його проживання представлено тропічним і субтропічним тропічним лісом з густим підліском, в якому ці птахи шукають їжу та притулок.

## Спосіб життя
Трапляється поодинці. Активний вдень. Птах проводить більшу частину дня, рухаючись у гущі підліску в пошуках поживи. Живиться дощовими хробаками та равликами, рідше комахами та іншими дрібними безхребетними. Розмноження цих птахів досі не описано в природі, але вважається, що воно суттєво не відрізняється від того, що дотримуються інші види піт.

## Підвиди
- Hydrornis cyaneus cyaneus, омінальний підвид, широко поширений у західній частині ареалу, який займає цей вид (Бангладеш, східна Індія, М'янма, Таїланд, північно-центральний Лаос та південний Китай);
- Hydrornis cyaneus aurantiacus (Delacour & Jabouille, 1928), широко поширений на південному сході Таїланду та південному заході Камбоджі;
- Hydrornis cyaneus willoughbyi (Delacour, 1926, широко поширена в центрально-східному Лаосі та Аннамі.